# Unione Sportiva Dilettantistica San Zaccaria 2014-2015
Questa voce raccoglie le informazioni riguardanti l'Unione Sportiva Dilettantistica San Zaccaria nelle competizioni ufficiali della stagione 2014-2015.

## Rosa
Rosa e ruoli, tratti dal sito Football.it, sono aggiornati al 9 maggio 2015
| N. |                   | Ruolo | Calciatrice         |
| -- | ----------------- | ----- | ------------------- |
|    | Italia (bandiera) | P     | Miriam Bonaventura  |
|    | Italia (bandiera) | P     | Francesca Montanari |
|    | Italia (bandiera) | P     | Amanda Tampieri     |
|    | Italia (bandiera) | D     | Roberta Casile      |
|    | Italia (bandiera) | D     | Roberta Filippozzi  |
|    | Italia (bandiera) | D     | Giulia Montalti     |
|    | Italia (bandiera) | D     | Donata Pancaldi     |
|    | Italia (bandiera) | D     | Marinella Piolanti  |
|    | Italia (bandiera) | D     | Sara Quadrelli      |
|    | Italia (bandiera) | D     | Eleonora Salamon    |
|    | Italia (bandiera) | D     | Erika Santoro       |
|    | Italia (bandiera) | C     | Francesca Barbaresi |

| N. |                       | Ruolo | Calciatrice          |
| -- | --------------------- | ----- | -------------------- |
|    | Italia (bandiera)     | C     | Lara Barbieri        |
|    | Italia (bandiera)     | C     | Giorgia Galletti     |
|    | Portogallo (bandiera) | C     | Raquel Pega Infante  |
|    | Italia (bandiera)     | C     | Francesca Mancarella |
|    | Italia (bandiera)     | C     | Giada Pondini        |
|    | Italia (bandiera)     | A     | Jennifer Antonecchia |
|    | Italia (bandiera)     | A     | Simona Cimatti       |
|    | Italia (bandiera)     | A     | Sara Fratini         |
|    | Brasile (bandiera)    | A     | Mariane Gaburro      |
|    | Italia (bandiera)     | A     | Alessia Longato      |
|    | Italia (bandiera)     | A     | Martina Piemonte     |
|    | Italia (bandiera)     | A     | Azzurra Principi     |

## Risultati

### Serie A

#### Girone di andata
| Arbitro: | Gabriele Filomena (Collegno) |

|                        |           |                                      |
| Ambrosetti 2’ Cama 77’ | Marcatori | 37’ Longato 75’ Cimatti 88’ Principi |

| Arbitro: | Marco Bodini (Verona) |

|  |           |               |
|  | Marcatori | 81’ Cambiaghi |

| Arbitro: | Pierfabio Falasca (Pescara) |

|                                            |           |  |
| Villani 37’ Coluccini 50’, 55’ Palombi 72’ | Marcatori |  |

| Arbitro: | Bindella |

|  |           |                                    |
|  | Marcatori | 16’ Vicchiarello 46’ (rig.) Guagni |

| Milano Marittima 8 novembre 2014 5ª giornata                                 | Riviera di Romagna | 2 – 1              | San Zaccaria | Stadio Germano Todoli |
| \| \| \| \| \| Tucceri Cimini 62’, 81’ \| Marcatori \| 46’ (rig.) Longato \| |                    |                    |              |                       |
|                                                                              |                    |                    |              |                       |
| Tucceri Cimini 62’, 81’                                                      | Marcatori          | 46’ (rig.) Longato |              |                       |

| Arbitro: | Marco Monaldi (Macerata) |

|                               |           |          |
| Piemonte 25’, 74’ Longato 31’ | Marcatori | 52’ Piai |

| Arbitro: | Betta |

|                                |           |                  |
| Pancaldi 2’ (aut.) Tarenzi 63’ | Marcatori | 40’, 91’ Longato |

| Arbitro: | Campagnolo (Bassano del Grappa) |

|             |           |                        |
| Piemonte 4’ | Marcatori | 47’ (rig.), 71’ Sodini |

| Arbitro: | Giuseppe Collu (Cagliari) |

|                                         |           |  |
| Marchese 33’, 70’ Bartoli 80’ Pinna 94’ | Marcatori |  |

| Arbitro: | Raffaele Covili Faggioli (Bologna) |

|                               |           |              |
| Piemonte 38’, 89’ Cimatti 72’ | Marcatori | 81’ Barcella |

| Bitetto 10 gennaio 2015 11ª giornata | Pink Sport Time | 0 – 0 | San Zaccaria | Campo Comunale Sportivo\| Arbitro: \| Lopriore \| |
| Arbitro:                             | Lopriore        |       |              |                                                   |

| Arbitro: | Francesco Alberti (Imola) |

|                          |           |                         |
| Piemonte 65’ Fratini 87’ | Marcatori | 10’ Brumana 40’ Zuliani |

| Arbitro: | Armando Ongarato (Castelfranco Veneto) |

|                                                          |           |             |
| Sipos 9’, 78’ Panico 21’, 35’, 72’ (rig.) Di Criscio 48’ | Marcatori | 15’ Santoro |

#### Girone di ritorno
| Arbitro: | Michele Scarpino (Bologna) |

|              |           |             |
| Piemonte 37’ | Marcatori | 22’ Mazzola |

| Arbitro: | Dell'Oca |

|                          |           |  |
| Iannella 8’ Giacinti 83’ | Marcatori |  |

| Ravenna 14 febbraio 2015 16ª giornata | San Zaccaria              | 0 – 0 referto | Res Roma | Centro Sportivo Massimo Soprani\| Arbitro: \| Filippo Giaccaglia (Jesi) \| |
| Arbitro:                              | Filippo Giaccaglia (Jesi) |               |          |                                                                            |

| Arbitro: | Grassi |

|                                 |           |             |
| Adami 68’ Salvatori Rinaldi 70’ | Marcatori | 85’ Pondini |

| Arbitro: | Baldelli |

|             |           |                              |
| Gaburro 86’ | Marcatori | 19’ (rig.) Pugnali 82’ Erman |

| Arbitro: | Niccolò Panozzo (Castelfranco Veneto) |

|          |           |                              |
| Piai 52’ | Marcatori | 3’ Piemonte 35’, 88’ Cimatti |

| Arbitro: | Bodini |

|                                |           |                 |
| Piemonte 20’, 60’ Principi 40’ | Marcatori | 80’ Alborghetti |

| Arbitro: | Prior |

|                          |           |              |
| Librandi 67’ Tudisco 71’ | Marcatori | 48’ Piemonte |

| Arbitro: | Mattia Barbolini (Modena) |

|                       |           |                            |
| Cimatti 34’, 59’, 70’ | Marcatori | 10’, 92’ Serrano 64’ Pinna |

| Arbitro: | Mattia Caldera (Como) |

|              |           |                              |
| Massussi 84’ | Marcatori | 52’, 87’ Cimatti 56’ Longato |

| Arbitro: | Covili Faggioli |

|                                                                         |           |                     |
| Filippozzi 15’ Piemonte 49’ Cimatti 53’ (rig.) Principi 81’ Longato 83’ | Marcatori | 26’ (rig.) Clelland |

| Arbitro: | Niccolò Panozzo (Castelfranco Veneto) |

|           |           |                    |
| Sardu 44’ | Marcatori | 84’ (rig.) Cimatti |

| Arbitro: | Francesco Alberti (Imola) |

|             |           |                                     |
| Gaburro 32’ | Marcatori | 1’ Bonetti 9’ Gabbiadini 88’ Panico |

#### Play-out
| Arbitro: | Filippo Giaccaglia (Jesi) |

|             |           |                           |
| Caccamo 41’ | Marcatori | 48’ Barbieri 61’ Galletti |

### Coppa Italia

#### Turno preliminare
Triangolare H
| Arbitro: | Abagnale (Parma) |

|            |           |                                                                                        |
| Lenzini 1’ | Marcatori | 14’, 78’ Piemonte 16’ Longato 52’ Filippozzi 63’ Principi 85’ Galletti 88’ Antonecchia |

| Arbitro: | Giaccaglia (Jesi) |

|                                        |           |  |
| Cimatti 2’ Longato 16’ Antonecchia 36’ | Marcatori |  |

## Statistiche

### Statistiche di squadra
| Competizione      | Punti | In casa | In casa | In casa | In casa | In casa | In casa | In trasferta | In trasferta | In trasferta | In trasferta | In trasferta | In trasferta | Totale | Totale | Totale | Totale | Totale | Totale | DR  |
| Competizione      | Punti | G       | V       | N       | P       | Gf      | Gs      | G            | V            | N            | P            | Gf           | Gs           | G      | V      | N      | P      | Gf     | Gs     | DR  |
| ----------------- | ----- | ------- | ------- | ------- | ------- | ------- | ------- | ------------ | ------------ | ------------ | ------------ | ------------ | ------------ | ------ | ------ | ------ | ------ | ------ | ------ | --- |
| Serie A           | 28    | 13      | 4       | 4       | 5       | 23      | 20      | 13           | 3            | 3            | 7            | 16           | 29           | 26     | 7      | 7      | 12     | 39     | 49     | -10 |
| Serie A spareggio | -     | -       | -       | -       | -       | -       | -       | 1            | 1            | 0            | 0            | 2            | 1            | 1      | 1      | 0      | 0      | 2      | 1      | +1  |
| Coppa Italia      | -     | 1       | 1       | 0       | 0       | 3       | 0       | 1            | 1            | 0            | 0            | 7            | 1            | 2      | 2      | 0      | 0      | 10     | 1      | +9  |
| Totale            | -     | 14      | 5       | 4       | 5       | 26      | 20      | 15           | 5            | 3            | 7            | 25           | 31           | 29     | 10     | 7      | 12     | 51     | 51     | 0   |

### Andamento in campionato
| Giornata  | 1 | 2 | 3 | 4 | 5 | 6 | 7 | 8 | 9 | 10 | 11 | 12 | 13 | 14 | 15 | 16 | 17 | 18 | 19 | 20 | 21 | 22 | 23 | 24 | 25 | 26 |
| --------- | - | - | - | - | - | - | - | - | - | -- | -- | -- | -- | -- | -- | -- | -- | -- | -- | -- | -- | -- | -- | -- | -- | -- |
| Luogo     | T | C | T | C | T | C | T | C | T | C  | T  | C  | T  | C  | T  | C  | T  | C  | T  | C  | T  | C  | T  | C  | T  | C  |
| Risultato | V | P | P | P | P | V | N | P | P | V  | N  | N  | P  | N  | P  | N  | P  | P  | V  | V  | P  | N  | V  | V  | N  | P  |
| Posizione |   |   |   |   |   |   |   |   |   |    |    |    |    |    |    |    |    |    |    |    |    |    |    |    |    | 9  |

Legenda:

Luogo: C = Casa; T = Trasferta. Risultato: V = Vittoria; N = Pareggio; P = Sconfitta.

### Statistiche delle giocatrici
| Giocatore      | Serie A  | Serie A | Serie A     | Serie A    | Coppa Italia | Coppa Italia | Coppa Italia | Coppa Italia | Totale   | Totale | Totale      | Totale     |
| Giocatore      | Presenze | Reti    | Ammonizioni | Espulsioni | Presenze     | Reti         | Ammonizioni  | Espulsioni   | Presenze | Reti   | Ammonizioni | Espulsioni |
| -------------- | -------- | ------- | ----------- | ---------- | ------------ | ------------ | ------------ | ------------ | -------- | ------ | ----------- | ---------- |
| J. Antonecchia | 12       | 0       | ?           | ?          | ?            | 2            | ?            | ?            | 12+      | 2      | ?           | ?          |
| F. Barbaresi   | 3        | 0       | ?           | ?          | ?            | 0            | ?            | ?            | 3+       | 0      | ?           | ?          |
| L. Barbieri    | 25       | 1       | ?           | ?          | 2            | 0            | ?            | ?            | 27       | 1      | ?           | ?          |
| M. Bonaventura | 20       | ?       | ?           | ?          | ?            | 0            | ?            | ?            | 20+      | 0+     | ?           | ?          |
| V. Canini      | 3        | 0       | ?           | ?          | ?            | 0            | ?            | ?            | 3+       | 0      | ?           | ?          |
| R. Casile      | 3        | 0       | ?           | ?          | ?            | 0            | ?            | ?            | 3+       | 0      | ?           | ?          |
| S. Cimatti     | 21       | 11      | ?           | ?          | ?            | 1            | ?            | ?            | 21+      | 12     | ?           | ?          |
| R. Filippozzi  | 22       | 1       | ?           | ?          | ?            | 1            | ?            | ?            | 22+      | 2      | ?           | ?          |
| S. Fratini     | 15       | 1       | ?           | ?          | ?            | 0            | ?            | ?            | 15+      | 1      | ?           | ?          |
| M. Gaburro     | 11       | 2       | ?           | ?          | ?            | 0            | ?            | ?            | 11+      | 2      | ?           | ?          |
| G. Galletti    | 23       | 1       | ?           | ?          | 2            | 1            | ?            | ?            | 25       | 2      | ?           | ?          |
| R. Infante     | 13       | 0       | ?           | ?          | ?            | 0            | ?            | ?            | 13+      | 0      | ?           | ?          |
| A. Longato     | 23       | 7       | ?           | ?          | 2            | 2            | ?            | ?            | 25       | 9      | ?           | ?          |
| F. Mancarella  | ?        | ?       | ?           | ?          | ?            | 0            | ?            | ?            | ?        | 0+     | ?           | ?          |
| G. Montalti    | 23       | 0       | ?           | ?          | ?            | 0            | ?            | ?            | 23+      | 0      | ?           | ?          |
| F. Montanari   | 7        | 0       | ?           | ?          | ?            | 0            | ?            | ?            | 7+       | 0      | ?           | ?          |
| D. Pancaldi    | 26       | 0       | ?           | ?          | ?            | 0            | ?            | ?            | 26+      | 0      | ?           | ?          |
| M. Piemonte    | 26       | 12      | ?           | ?          | 1            | 2            | ?            | ?            | 27       | 14     | ?           | ?          |
| M. Piolanti    | 1        | 0       | ?           | ?          | ?            | 0            | ?            | ?            | 1+       | 0      | ?           | ?          |
| G. Pondini     | 19       | 1       | ?           | ?          | ?            | 0            | ?            | ?            | 19+      | 1      | ?           | ?          |
| A. Principi    | 20       | 3       | ?           | ?          | ?            | 1            | ?            | ?            | 20+      | 4      | ?           | ?          |
| S. Quadrelli   | 13       | 0       | ?           | ?          | ?            | 0            | ?            | ?            | 13+      | 0      | ?           | ?          |
| E. Salamon     | 16       | 0       | ?           | ?          | ?            | 0            | ?            | ?            | 16+      | 0      | ?           | ?          |
| E. Santoro     | 12       | 1       | ?           | ?          | ?            | 0            | ?            | ?            | 12+      | 1      | ?           | ?          |
| A. Tampieri    | 1        | 0       | ?           | ?          | ?            | 0            | ?            | ?            | 1+       | 0      | ?           | ?          |